# Pseudolissothus pusillus
Genre
Espèce
Pseudolissothus pusillus, unique représentant du genre Pseudolissothus, est une espèce de scorpions de la famille des Buthidae.

## Distribution
Cette espèce est endémique d'Algérie. Elle se rencontredans le Tassili n'Ajjer.

## Description
Le mâle holotype mesure 16,2 mm.

## Publication originale
- Lourenço, 2001 : « A new genus and species of scorpion from Algeria, with taxonomic considerations on the genus Lissothus Vachon, 1948 (Scorpiones, Buthidae). » Zoosystema, vol. 23, no 1, p. 51-57 (texte intégral).